# (3914) Kotogahama
(3914) Kotogahama (1987 SE) – planetoida z pasa głównego asteroid okrążająca Słońce w ciągu 5,23 lat w średniej odległości 3,01 j.a. Odkryta 16 września 1987 roku.